# Контактний майданчик

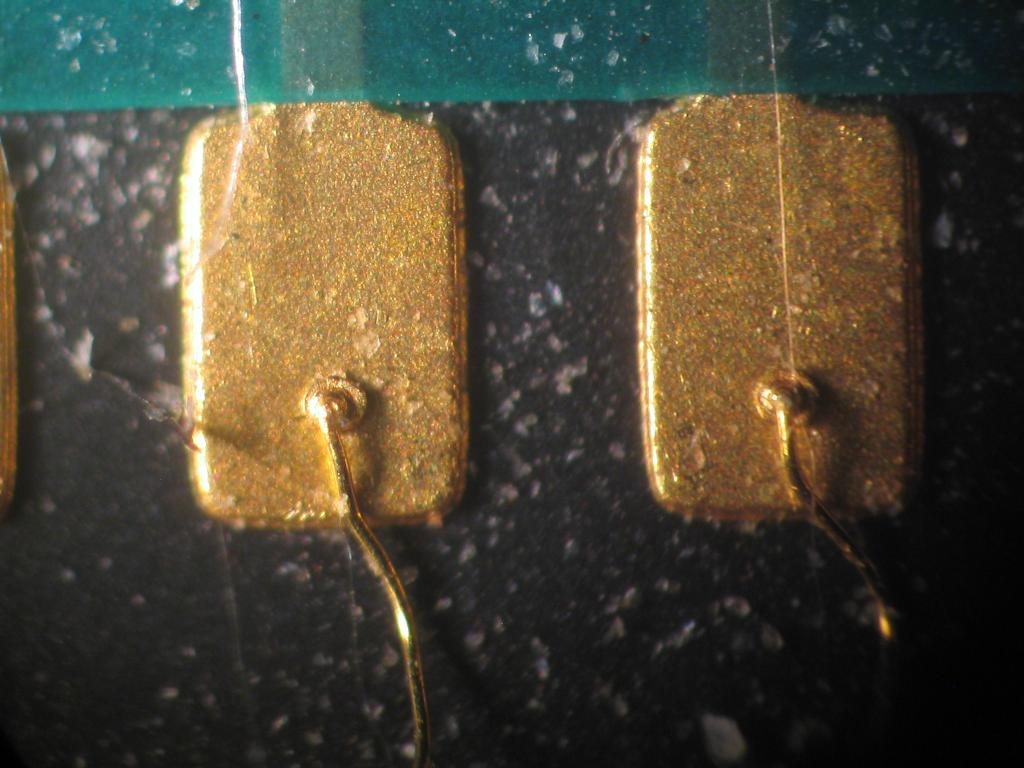
Контактні майданчики мікросхеми з припаяними до них дротами.

Конта́ктний майда́нчик, КМ (англ. Contact pad) — металізована ділянка на поверхні друкованої плати або чипі інтегральної схеми, призначена для подальшого виконання паяного або іншого електричного з'єднання. При наскрізному монтажі майданчики виконуються навколо отворів під виводи електронних компонентів. Корпуси планарних компонентів для поверхневого монтажу отворів не потребують і припаюються безпосередньо до контактних майданчиків.
Розміри і форма контактних майданчиків визначаються розмірами виводів електронних компонентів.